# Synodontis vanderwaali
Synodontis vanderwaali es una especie de peces de la familia Mochokidae en el orden de los Siluriformes.

## Morfología
Los machos pueden llegar alcanzar los 16 cm de
longitud total.

## Hábitat
Es un pez de agua dulce.

## Distribución geográfica
Se encuentran en África: ríos Zambeze, Okavango y  Cunene.